# Hampels Abenteuer
Hampels Abenteuer ist ein deutsches Stummfilmlustspiel aus dem Jahr 1915 von Richard Oswald mit Georg Baselt in der Titelrolle.

## Handlung
Willibald Hampel verbringt ein grundsolides Leben in einer kleinen Provinzstadt an der Seite seiner resoluten Ehefrau Justine, die feste Moralbegriffe besitzt und ihn fest im Griff hat. Eines Tages reist eine kleine Schmierentheatertruppe an und bringt das in Frau Hampels Augen höchst unmoralische Stück Romeo und Julia zur Aufführung. Umso begeisterter ist Willibald – jedoch nicht etwa wegen der „hohen Kunst“ als vielmehr aufgrund der hübschen jungen Mimin Lola Renée, die es ihm angetan hat. Lolas allzu lockeres Gehabe bringt sie in dem spießigen Provinzkaff bald in Verlegenheit, und so reist sie zum Engagement in die nächste Kreisstadt ab. Rentner Hampel aber bekommt die flotte Künstlerin nicht mehr aus seinem Kopf und reist ihr nach.
Um seinem Hausdrachen Justine sein Verschwinden für längere Zeit glaubhaft zu machen, heckt Hampel mit seinem besten Kumpel Lämmermeyer einen skurrilen Plan aus: Lämmermeyer soll in die Rolle eines Privatdetektiv schlüpfen, der Hampel wegen Saccharinschmuggels verhaften und ihn ins Gefängnis der nächsten Großstadt verfrachten soll. „Detektiv“ Lämmermeyer erklärt der entgeisterten Göttergattin, dass die Untersuchungshaft mindestens zwei Wochen betragen werde. Um seine misstrauische Alte zu beruhigen, schickt Willibald Hampel ihr „aus dem Knast“ Briefe, mit dem Inhalt, dass er in der einsamen Zelle seine Justine mit großem Schmerz entbehre. In Wahrheit aber gedenkt Hampel sich Urlaub von der Ehe zu nehmen und sich ausgiebig mit Lola zu verlustieren.
Justine, die sich Sorgen um ihren mutmaßlich eingekerkerten Gatten macht, vielleicht aber auch einfach nur misstrauisch ist und dem Wahrheitsgehalt der ihr aufgetischten Geschichte auf den Grund gehen will, beschließt, Willibald im Gefängnis einen Besuch abzustatten. Das bringt Hampel in die Bredouille, und so überlegt er verzweifelt, was er denn nun anstellen könne, um schnellstmöglich eingelocht zu werden. Doch was immer er auch tut, die Polizei denkt gar nicht daran, ihn zu verhaften und einzukerkern. Und so kommt er auf die „glorreiche“ Idee, sein Liebesnest bei Lola in eine Gefängniszelle umzuwandeln. Als Justine auftaucht, riecht sie den Braten sofort und schnappt sich ihren Mann, um ihn zu Heim und Herd nach Hause zu schleppen. Dort zeigt sie sich großmütig und verzeiht ihm seinen Urlaub von der Ehe.

## Produktionsnotizen
Hampels Abenteuer entstand im Frühling 1915 im Greenbaum-Film-Atelier in Berlin-Weißensee, passierte die Filmzensur im Juni 1915 und wurde kurz darauf uraufgeführt. Der Vierakter besaß in der in Österreich-Ungarn angelaufenen Fassung rund 1370 Meter Länge.
Für den 19-jährigen Kameramann Mutz Greenbaum dürfte dieser Film eine seiner ersten Arbeiten gewesen sein.

## Kritik
„Eine glänzende Lustspielidee, die den bekannten Wiener Autoren alle Ehre macht, liegt dem humorvollen Filmschwank „Hampels Abenteuer“ zugrunde, in dem …  Anna Müller-Linke zu Heiterkeit stimmt.“